# Appius Claudius Pulcher (Kr. e. 143)
Appius Claudius Pulcher (? – Kr. e. 133) római politikus, a patricius Claudiusok nemzetségének tagja, a Kr. e. 185-ben consuli rangot viselő Appius Claudius Pulcher fia volt.
Kr. e. 143-ban consul volt, és dicsvágyból megtámadta az alpesi salassusokat. Először vereséget szenvedett, majd a Sibylla-könyv útmutatása alapján diadalt aratott. Rómába visszatérve megtagadták tőle a triumphust, mire ő saját költségen rendezett diadalmenetet. Ezt az egyik néptribunus megpróbálta megakadályozni, ám Pulcher Claudia nevű lánya, a Vesta-szűz megakadályozta, hogy lerángassa quadrigájáról. A következő évben sikertelenül jelöltette magát censornak, de később, valószínűleg Kr. e. 136-ban elnyerte a hivatalt Quintus Fulvius Nobilior kollégájaként.
Tiberius Gracchushoz adta feleségül egyik lányát, és Kr. e. 133-ban vejével és annak fivérével, Caius Gracchusszal együtt tagja volt a háromtagú földosztó bizottságnak. A néppártiak főellenségével, Publius Cornelius Scipio Aemilianus Africanusszal személyes ellenségeskedésben állt. Röviddel Tiberius Kr. e. 133-ban bekövetkezett halálát követően hunyt el.
Appius nevű fia szintén ifjabb Scipio ellenfele volt.